# Além da Paixão
Além da Paixão é um filme brasileiro lançado em 1985, do gênero drama romântico, dirigido por Bruno Barreto, com roteiro de Antônio Calmon e baseado em história de Bruno Barreto.
Recebeu também os títulos de Felizes para Sempre e, em inglês, Beyond Passion e Happily Ever After.
É o único trabalho em que Regina Duarte se permitiu filmar nua, numa ardente cena de sexo com Paulo Castelli.

## Sinopse
O filme trata do sentimento humano em relação ao amor. A história é baseada no romance entre a personagem central, uma mulher casada e um garoto de programa que é vítima de um atropelamento causado por ela.

## Elenco
- Regina Duarte.... Fernanda
- Paulo Castelli.... Miguel
- Patricio Bisso.... Bom-Bom
- Flávio Galvão.... Roberto
- Felipe Martins.... Ratinho
- Walter Forster
- Maria Helena Dias
- Flávio São Thiago
- Ivan Setta
- Emile Edde
- Kiki Cunha Bueno
- Renato Coutinho
- Jayme del Cueto

## Prêmios e indicações
Festival de Bogotá (Festival de Cine de Bogotá - Colômbia)
- Venceu nas categorias de Melhor Diretor (Bruno Barreto), Melhor Ator (Paulo Castelli) e Melhor Roteiro (Antônio Calmon).[carece de fontes?]